# Amphilectus columnatus
Amphilectus columnatus är en svampdjursart som först beskrevs av Topsent 1892.  Amphilectus columnatus ingår i släktet Amphilectus och familjen Esperiopsidae. Inga underarter finns listade i Catalogue of Life.